# Габороне
Габоро́не (тсвана Gaborone [χabʊˈrʊnɪ], англ. Gaborone [ˌɡæbəˈroʊniː]) — столица и крупнейший город Ботсваны. По данным переписи 2011 года, население города составляет 231 626 человек, что составляет около 10 % от общей численности населения Ботсваны. Население агломерации Габороне составляет 421 907 жителей по переписи 2011 года.
Габороне расположена на реке Нготване на юго-востоке Ботсваны, в 15 км от границы с ЮАР. Город обслуживается международным аэропортом им. сэра Серетсе Кхама. Местные жители часто называют город GC или Моце-Мшате.
Габороне является также экономической столицей, штаб-квартирой многочисленных компаний и бирж Ботсваны. В Габороне находится штаб-квартира Сообщество развития Юга Африки (САДК), регионального экономического сообщества, созданного в 1980 году. Здесь говорят на многих языках, основным языком является сетсвана (тсвана). Также говорят на английском, каланге и кгалагади.

## Этимология
Город основан в 1890-х годах на территории племени, вождем которого был Матлапин Габероне и назван по его имени Габеронес. В 1969 году была принята уточнённая форма названия — Габороне.

## История и география
Факты свидетельствуют о том, что вдоль реки Нотване на протяжении столетий жили люди. В более поздней истории тлоква покинули хребты Магалисберг, чтобы поселиться в этом районе около 1880 года, и назвали поселение Мошавенг. Слово «Габороне» буквально означает «он не плохо подходит» или «он не неподобающий». Тогда город называли «Габеронес» ранние европейские колонизаторы. Габеронес, сокращение от «Деревня Габороне», был назван в честь вождя Габороне из тлоква, чья родная деревня (теперь называемая Тлоквенг ) находилась через реку от Правительственного лагеря, названия штаб-квартиры колониального правительства. Прозвище «GC» происходит от названия «Правительственный лагерь». В 1890 году Сесил Джон Родс выбрал Габеронес для размещения колониального форта. Форт был местом, где Родс планировал рейд Джеймсона.  Город изменил свое название с Габеронес на Габороне в 1969 году. 
Современный город был основан лишь в 1964 году, после того как было принято решение о создании столицы Ботсваны, которая в 1965 году стала самоуправляемой территорией, а 30 сентября 1966 года стала полностью независимой республикой.
В 1965 году столица протектората Бечуаналенд переехала из Мафекинга в Габеронес. Когда Ботсвана обрела независимость, Лобаце был первым выбором в качестве столицы страны. Однако Лобаце посчитали слишком ограниченным, и вместо этого новая столица была создана рядом с Габеронесом. Город был выбран из-за своей близости к источнику пресной воды, близости к железной дороге в Преторию, его центрального расположения среди центральных племен и отсутствия связи с окружающими племенами. 
Город был спланирован по принципам города-сада с многочисленными пешеходными дорожками и открытыми пространствами. Строительство Габороне началось в середине 1964 года. Во время строительства города председатель городского управления Габоронес Джеффри Корниш сравнил планировку города с «рюмкой для бренди» с правительственными учреждениями в основании стакана и предприятиями в «торговом центре», полоске земли, простирающейся от основания. 
Большая часть раннего города была построена в течение трех лет, как небольшой город, рассчитанный на размещение 20 000 человек, — только для того, чтобы позже, после обретения независимости, превратиться в современный город. Здания в раннем Габороне включают в себя здания собраний, правительственные учреждения, электростанцию, больницу, школы, радиостанцию, телефонную станцию, полицейские участки, почтовое отделение и более 1000 домов. Поскольку город строился так быстро, произошел массовый приток рабочих, которые построили незаконные поселения в южной промышленной зоне развития нового города. Эти поселения были названы Наледи. Последний термин буквально означает «звезда», но также может означать «под открытым небом» или «сообщество, которое выделяется среди всех остальных». В 1971 году из-за роста незаконных поселений городской совет Габороне и Министерство местного самоуправления и земель обследовали район под названием Бонтленг, в котором должно было быть жилье для людей с низким доходом. Однако Наледи все еще рос, и спрос на жилье был больше, чем когда-либо. В 1973 году Botswana Housing Corporation (BHC) построила «Новый Наледи» через дорогу от «Старого Наледи». Жители из Старого Наледи были переселены в Новый Наледи. Однако спрос на жилье снова возрос; более того, жители, переехавшие в Новый Наледи, не любили дома. Проблема была решена в 1975 году, когда сэр Серетсе Кхама, президент Ботсваны, перевел Наледи из промышленной зоны в зону жилья для малоимущих. 
30 сентября 1966 года Бечуаналенд стал одиннадцатым британским владением в Африке, получившим независимость. Первым мэром Габороне был преподобный Дерек Джонс. Старый Габоронес стал пригородом нового Габороне и теперь известен как «Деревня». 
В середине 1980-х годов Южная Африка напала на Ботсвану и провела рейды на Габороне и другие приграничные города. Рейд на Габороне привел к гибели двенадцати человек.
После всеобщих выборов 1994 года в Габороне начались беспорядки из-за высокого уровня безработицы и других проблем. 
Сегодня Габороне растет очень быстро. В 1964 году в Габороне было всего 3855 жителей; семь лет спустя в городе проживало почти 18 000 человек. Первоначально планировалось, что в городе будет 20 000 жителей, но к 1992 году в городе проживало 138 000 человек. Это привело к появлению множества поселений сквоттеров на неосвоенных землях. Бывший мэр Вероника Лесоле заявила, что проблемы развития Габороне были вызваны первоначальными планировщиками города. 

## Климат
Климат города характеризуется как семиаридный. Средние температуры января: 24 °C, июля: 12 °C. В среднем здесь отмечается 74 дня в году с температурами выше 32 °C и 196 дней с температурами более 26 °С. В то же время, отмечается в среднем 51 день с температурами ниже 7 °С и один день с температурами ниже 0 °С.
Осадки в Габороне довольно скудны и нестабильны. Большая их часть выпадает с октября по апрель. Среднегодовой уровень осадков составляет около 500 мм. Самая высокая влажность приходится на июнь: 90 %, а самая низкая — на сентябрь: 28 %.
| Показатель                    | Янв. | Фев. | Март | Апр. | Май  | Июнь | Июль | Авг. | Сен. | Окт. | Нояб. | Дек. | Год  |
| ----------------------------- | ---- | ---- | ---- | ---- | ---- | ---- | ---- | ---- | ---- | ---- | ----- | ---- | ---- |
| Средний суточный максимум, °C | 32,2 | 31,8 | 30,2 | 26,8 | 24,5 | 21,6 | 21,8 | 24,8 | 29,2 | 31,1 | 31,4  | 31,6 | 28,1 |
| Средняя температура, °C       | 25,6 | 25,2 | 23,5 | 19,7 | 15,9 | 12,7 | 12,6 | 15,5 | 20,2 | 23,3 | 24,6  | 24,9 | 20,2 |
| Средний суточный минимум, °C  | 19,0 | 18,7 | 16,7 | 12,7 | 7,3  | 3,8  | 3,3  | 6,2  | 11,2 | 15,4 | 17,8  | 18,3 | 12,3 |
| Норма осадков, мм             | 85   | 80   | 59   | 33   | 11   | 4    | 3    | 4    | 11   | 37   | 59    | 71   | 457  |
| Источник:                     |      |      |      |      |      |      |      |      |      |      |       |      |      |

## Население
По данным на 2006 год, население города составляло 191 776 человек: 92 859 мужчин и 98 917 женщин. Таким образом, в столице страны проживает более 10 % всего населения Ботсваны. Более того, половина населения страны живёт менее чем в 100 км от Габороне. Прирост населения в городе составляет 3,4 % — самый высокий показатель в Ботсване. Это объясняется активным притоком мигрантов из других регионов страны.
По данным переписи 2011 года население города составляет 227 333 человека.
Динамика численности населения Габороне по годам:
| 1971   | 1981   | 1991    | 2001    | 2011    | 2013    |
| ------ | ------ | ------- | ------- | ------- | ------- |
| 18 799 | 59 657 | 133 468 | 186 007 | 227 333 | 235 884 |

### СПИД
СПИД является серьёзной проблемой для жителей столицы Ботсваны. 17,1 % от всего населения Габороне являются ВИЧ-инфицированными. Среди женщин этот показатель составляет 20,5 %, тогда как среди мужчин — 13,6 %. Среди лиц в возрасте 45-49 лет доля ВИЧ-инфицированных максимальна (35,4 %).

## Экономика
Габороне является важнейшим экономическим центром страны, здесь находится штаб-квартиры таких финансовых институтов государства, как Банк Ботсваны, Банк Габороне, Банк ABC, Ботсванская фондовая биржа, а также таких организаций, как Air Botswana, Consumer Watchdog, Botswana Telecommunications Corporation и Debswana (крупнейший в мире производитель алмазов). Также расположены штаб-квартира Сообщества развития юга Африки. Кроме того, в Габороне представлены такие зарубежные компании как Hyundai, IBM, Daewoo, Volvo, Owens-Corning и Siemens.
По данным на 2008 год, уровень безработицы в Габороне составлял 11,7 %.

## Транспорт
Международный аэропорт имени сэра Серетсе Кхамы находится в 25 км к северу от Габороне. Рейсы выполняются в такие города как Франсистаун, Хараре, Лусаку, Маун, Йоханнесбург и др. Через город проходит несколько важных автомагистралей, в том числе Транскалахарская автомагистраль, Шоссе Каир-Кейптаун, шоссе № 1 и др. Имеется железнодорожное сообщение. Общественный транспорт достаточно надёжный по сравнению с другими крупными городами Африки, представлен главным образом маршрутными такси. Деревни в окрестностях города соединены с Габороне автобусными маршрутами.

## Города-побратимы
- Бербанк, США[9];
- Чжэцзян, Китай[10];
- Вестерос, Швеция[11];

## Галерея

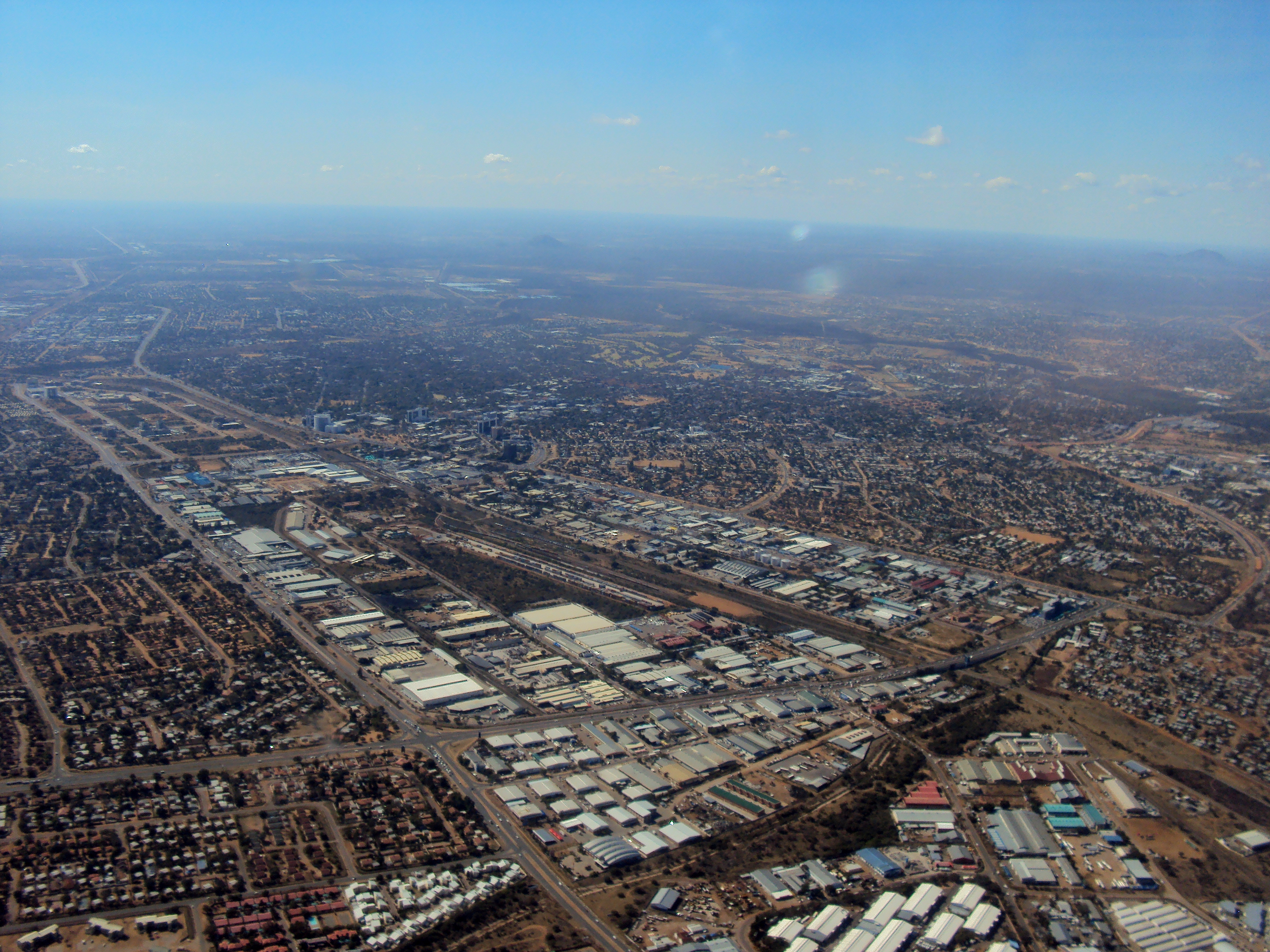
Вид на город с воздуха
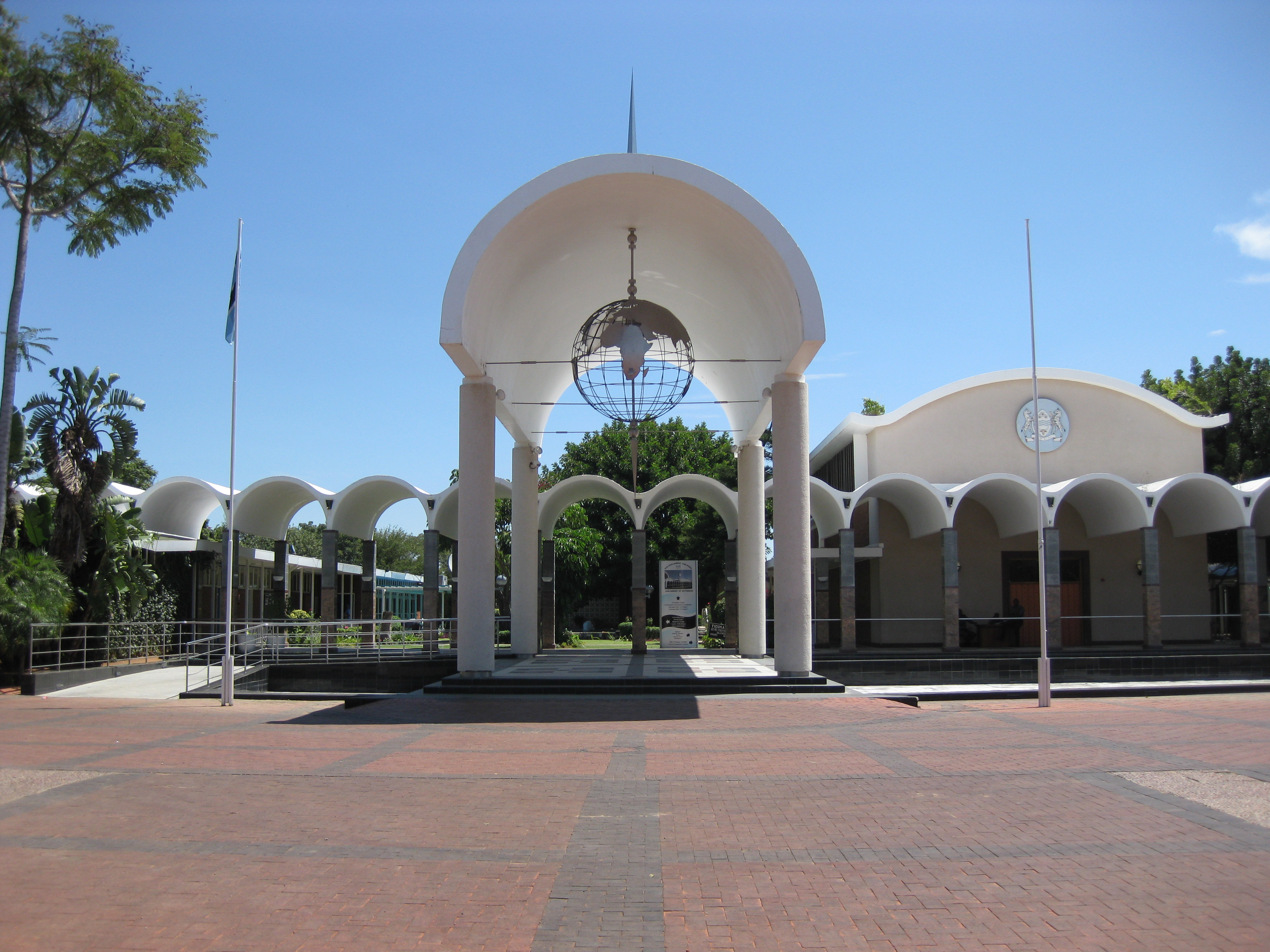
Национальная ассамблея Ботсваны
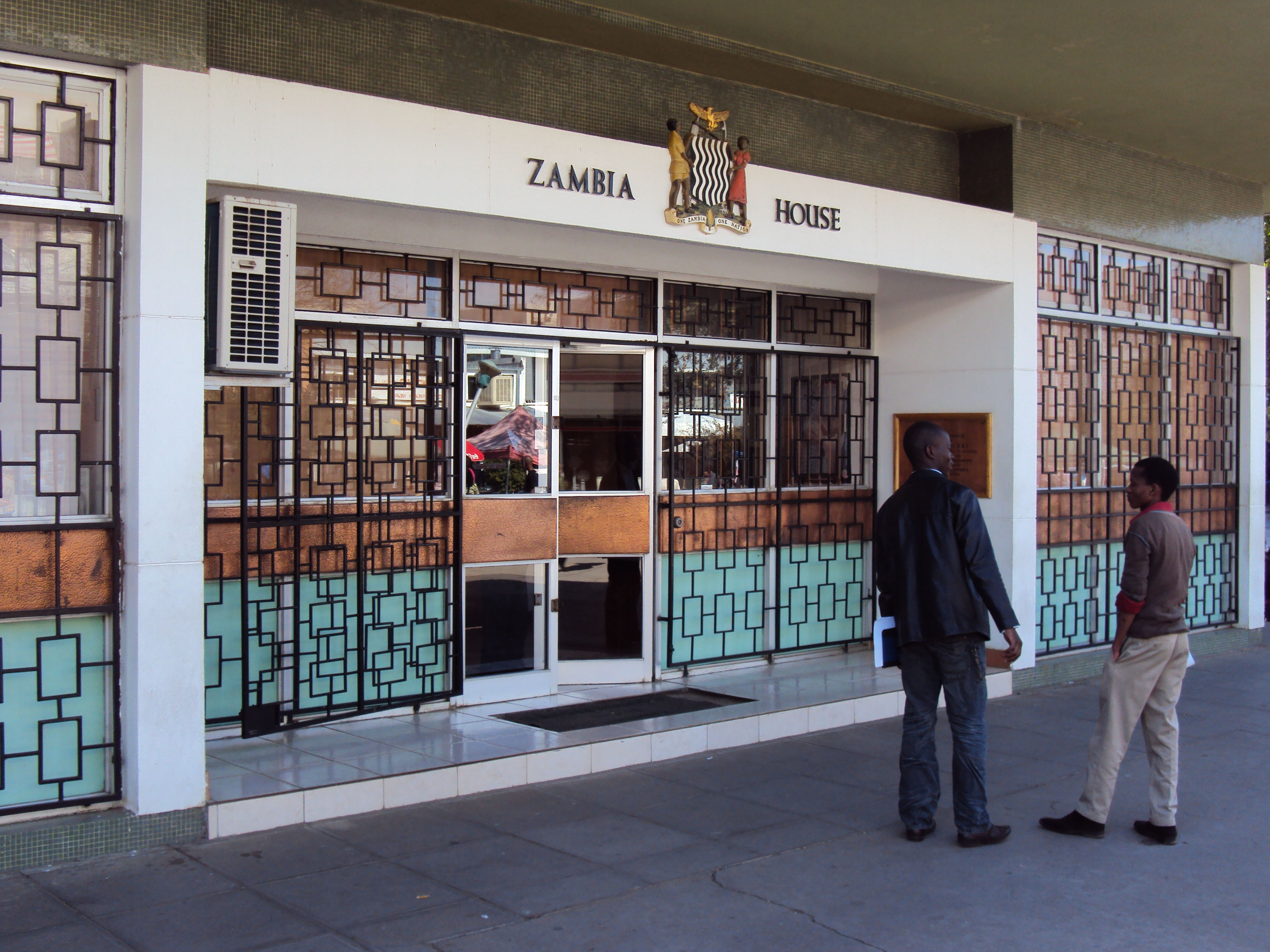
Посольство Замбии
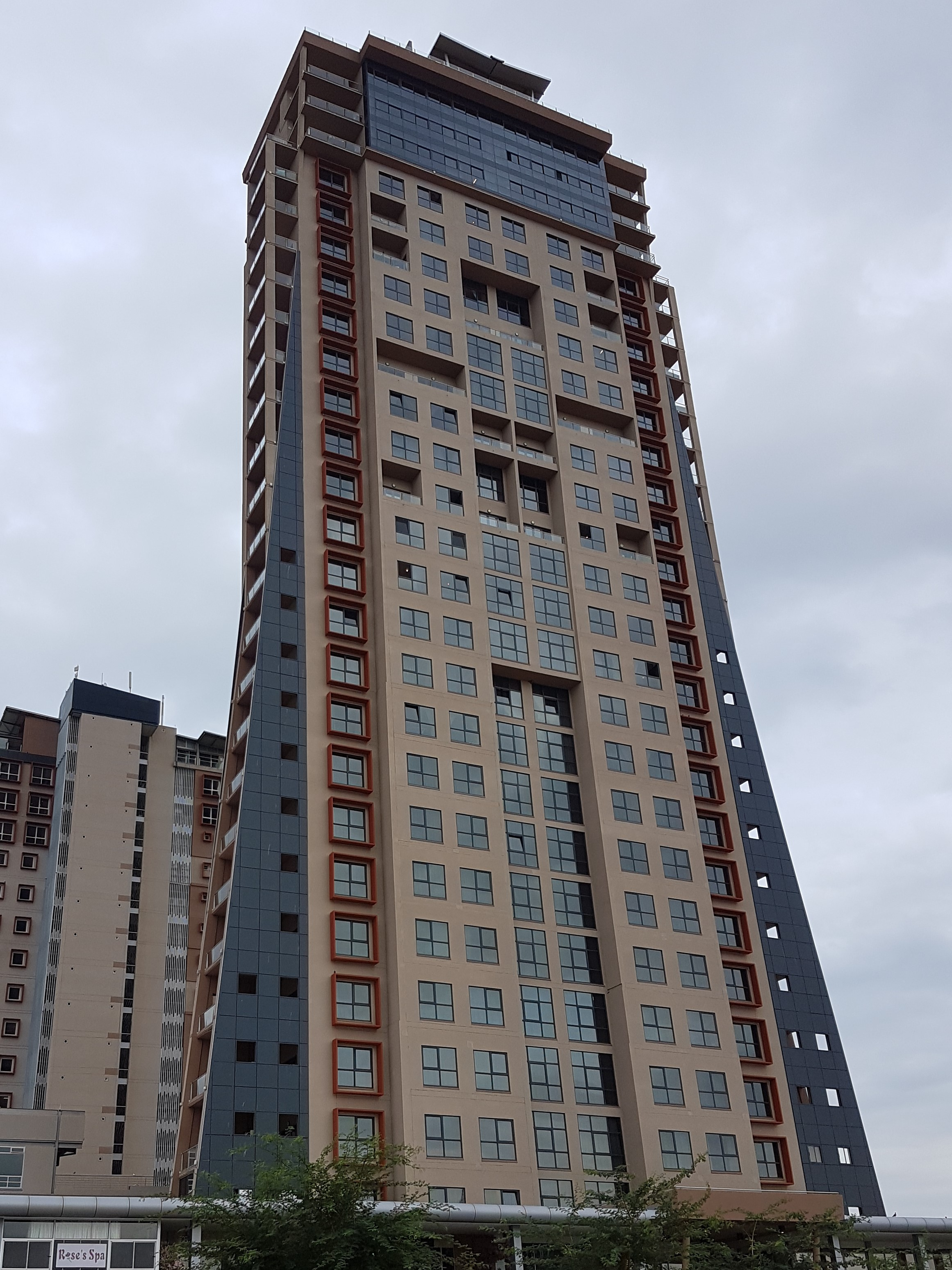
Небоскрёб в Центральном бизнес районе
Аэропорт им. Сэра Серетсе Кхама
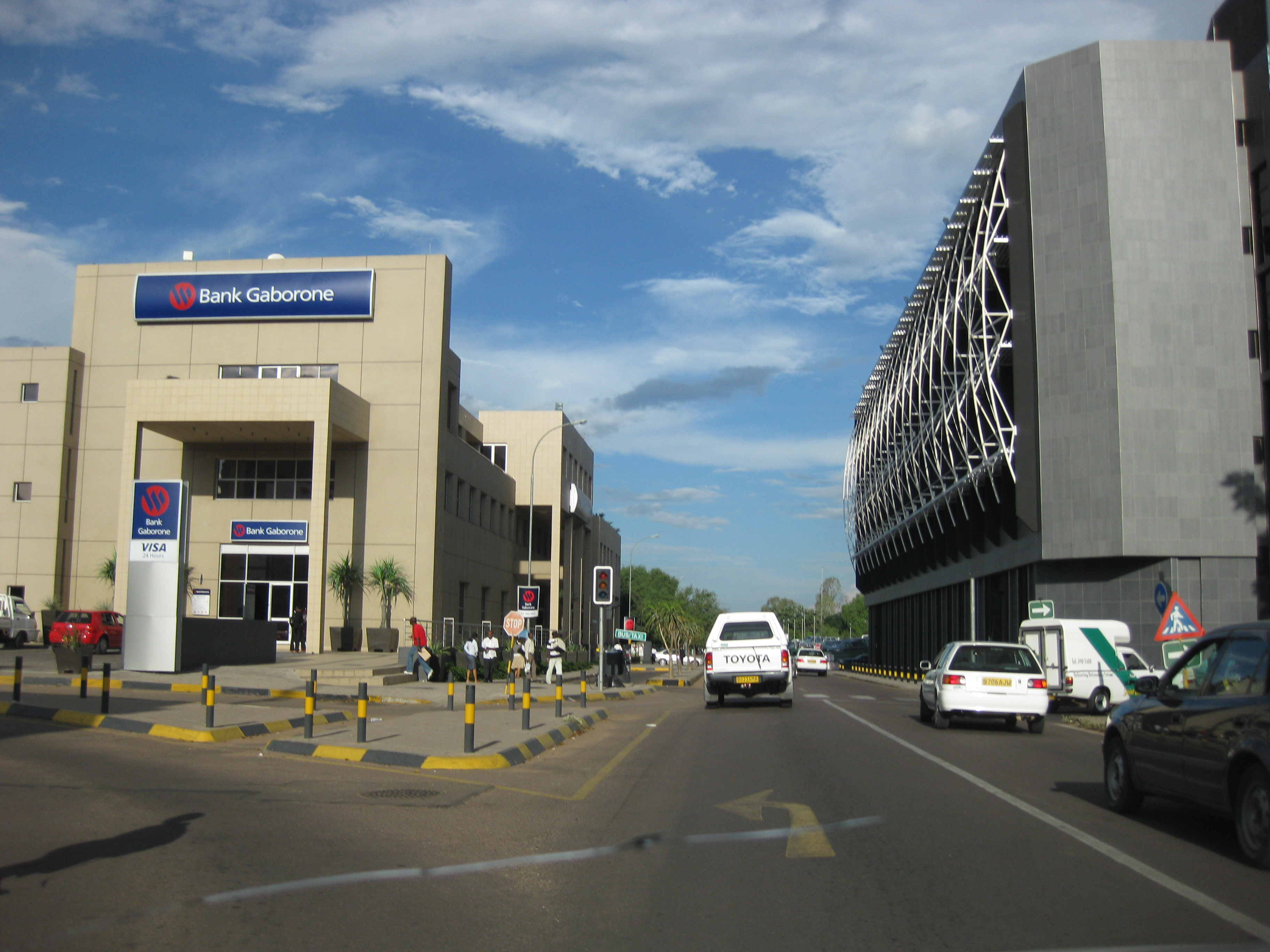
Улица Габороне
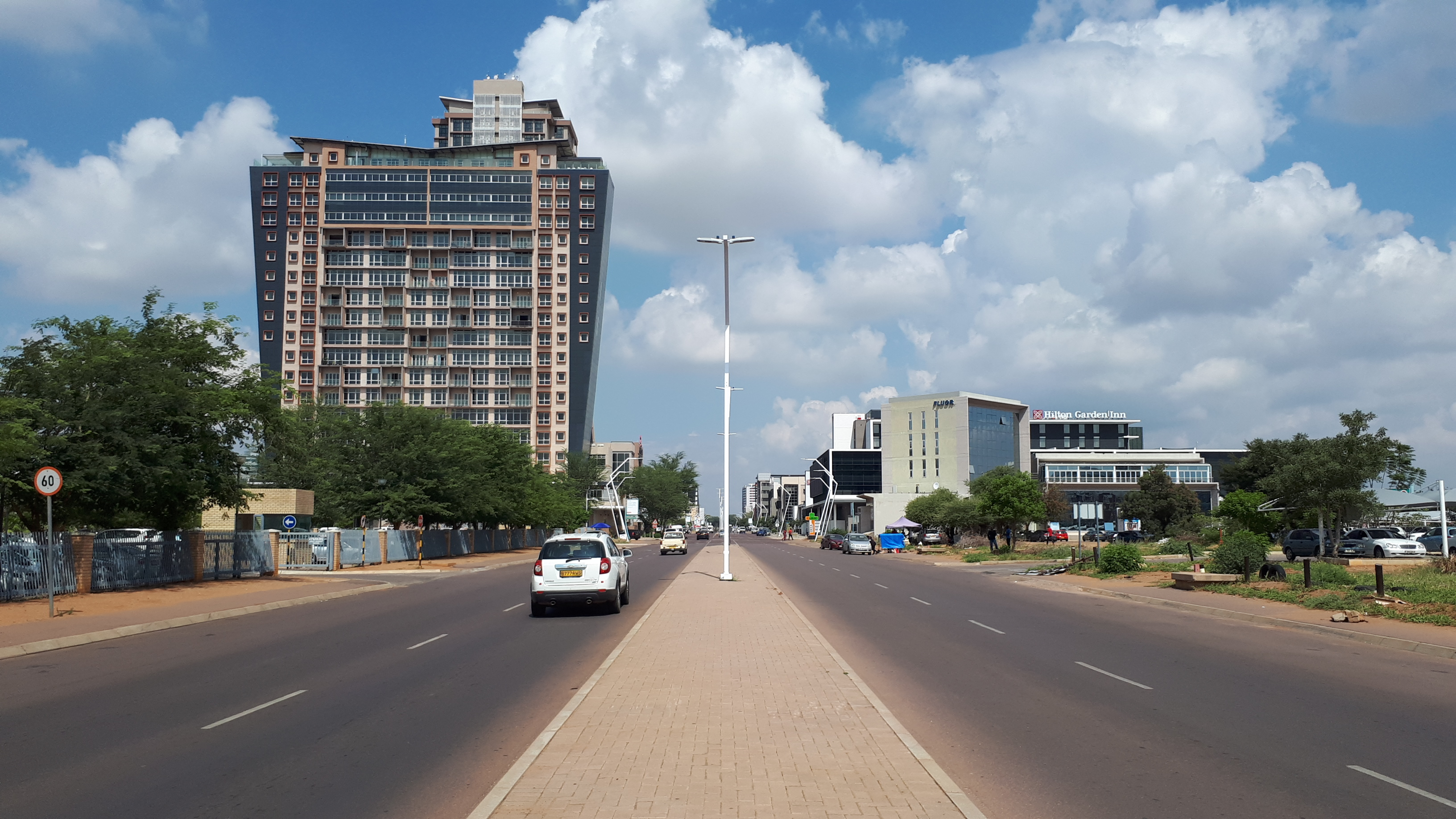
Проспект в Габороне
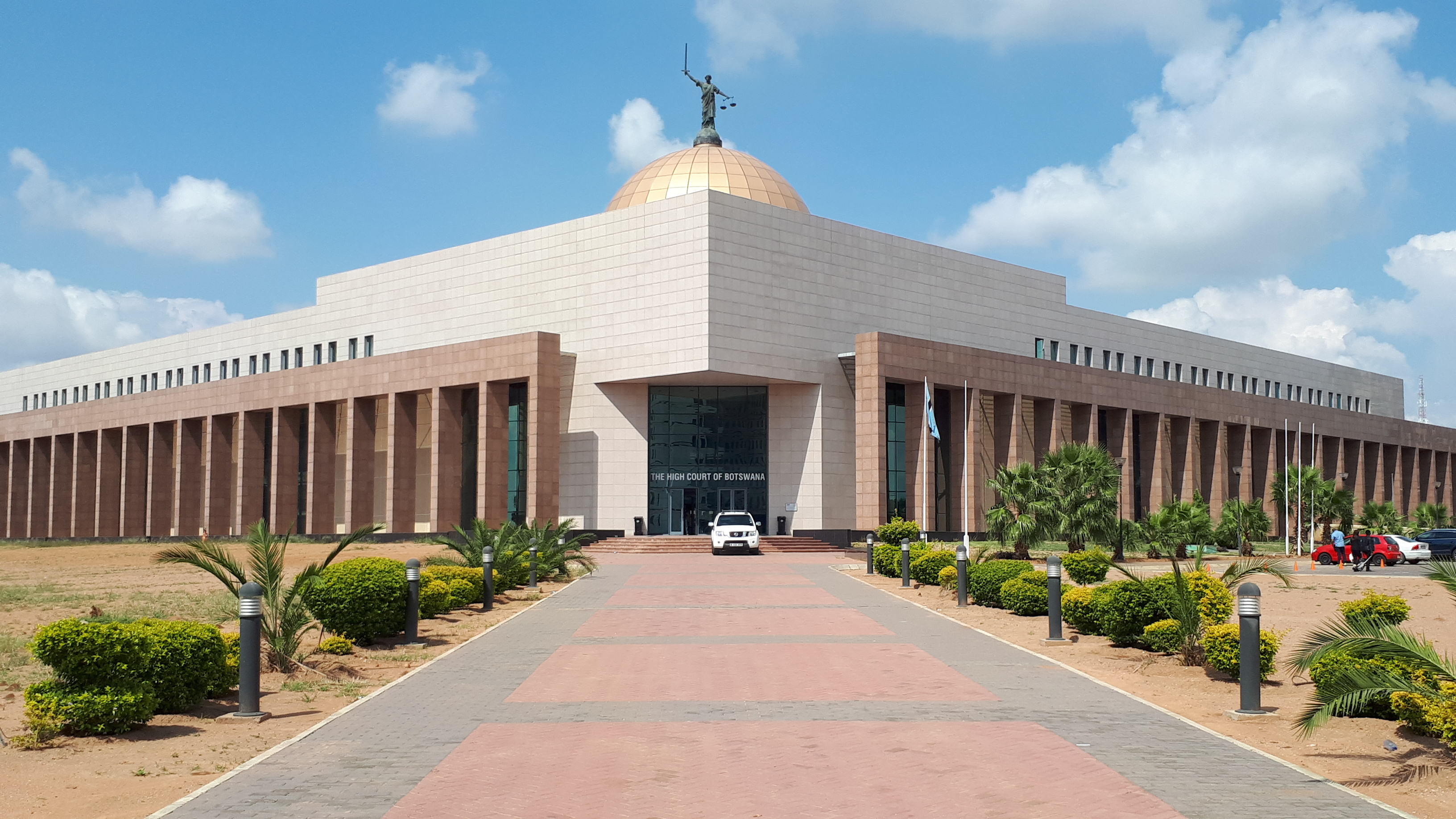
Верховный суд Ботсваны